# 拼板舟

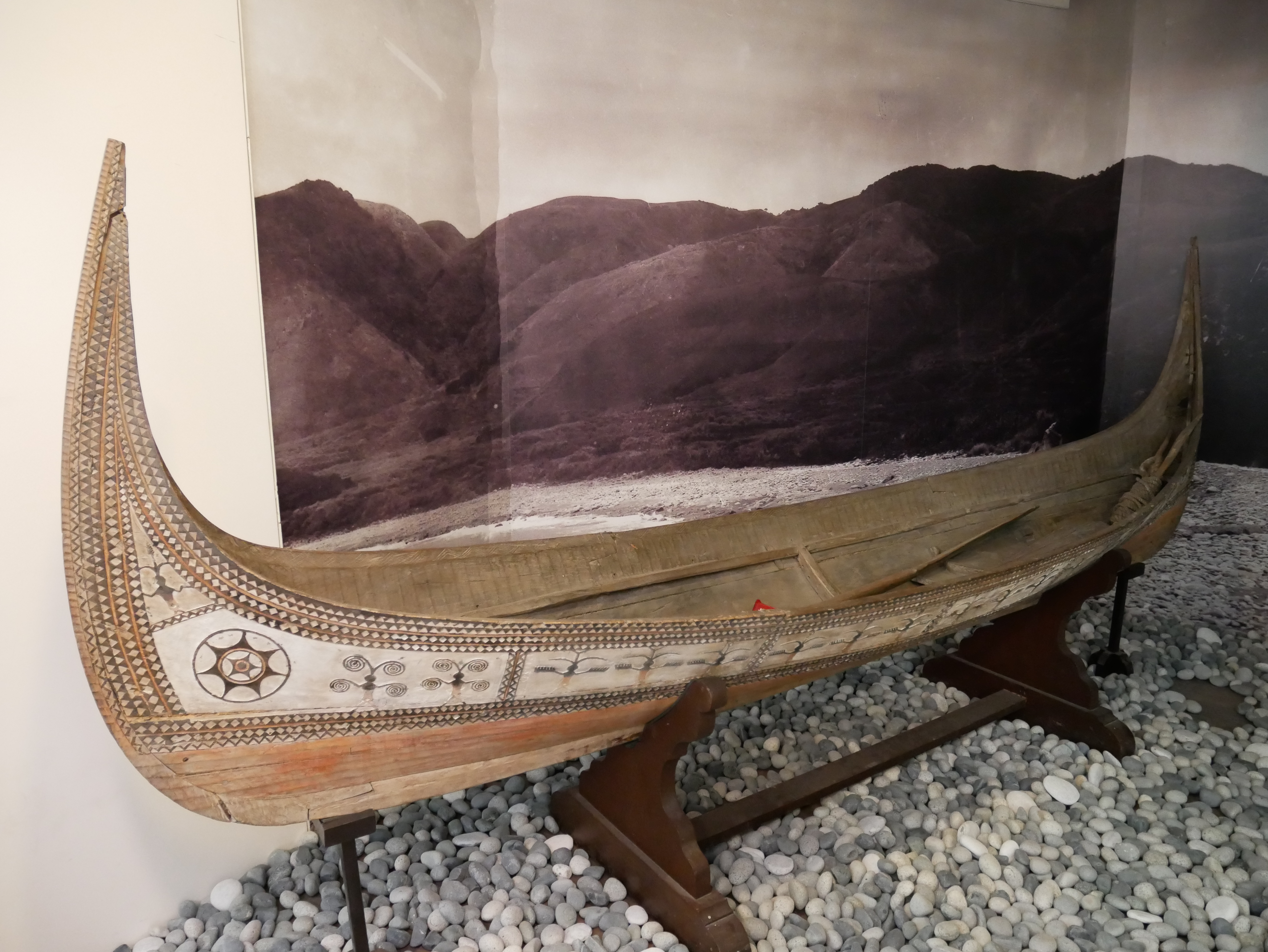
雅美族拼板舟（國立臺灣大學人類學系人類學博物館所藏）

拼板舟，為一種居住於臺灣臺東縣蘭嶼鄉的達悟族傳統上所製造與使用之船隻。

## 簡介

### 種類
小型拼板舟(Tatala)：:181：
- 單人船(Pikatangian)：
- 雙人船(Pikavangan)：
- 三人船(Pinonongnongan)：長約3公尺，可乘坐3人。

大型拼板舟(Cinedkeran):181：
- 六人大船(Atlo so avat)：原意指三對槳。
- 八人大船(Apat so avat)：原意指四對槳。
- 十人大船(Alima so avat)：約7公尺長，可乘坐10人，每個船組以此為單位，原意指五對槳。
  - 在進行十人大船的「拋船儀式(Man'awey)」時，會有人在船上來回走動揮舞著刀子，以驅除船上的惡靈[3]。

## 神話傳說
遠古時代的達悟族人因造船技術不好、導致漁獲量不豐且時常進水沈船，因此地底人決定前往他們的部落，並帶人教導他們造船技術，地底人來到達悟族人的部落後，和他們相處融洽，最後變成一隻老鼠、帶領族人前往地底學習造船。達悟族人來到地底後，受到地底人長老的歡迎，長老大方地教導他們製作拼板舟的方式和相關的宗教儀式（如禁忌或下水典禮），達悟族人因此有了更先進的造船技術、漁獲也更多了:09。